# Pietzenkirchen

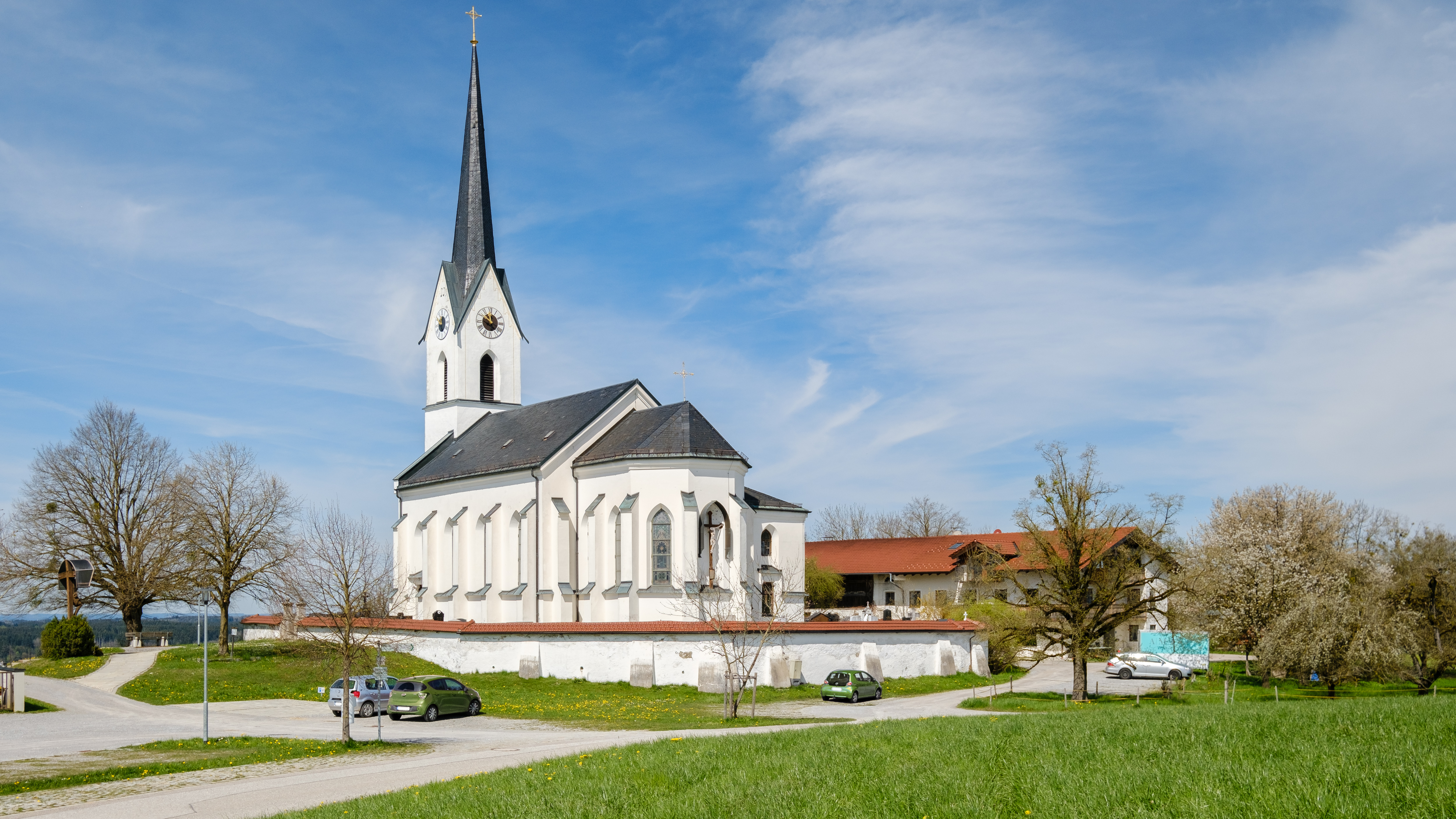
Der Kirchhügel von Pietzenkirchen aus südlicher Richtung gesehen, im Vordergrund die Kirche St. Stephanus und St. Laurentius und rechts ein Wohngebäude

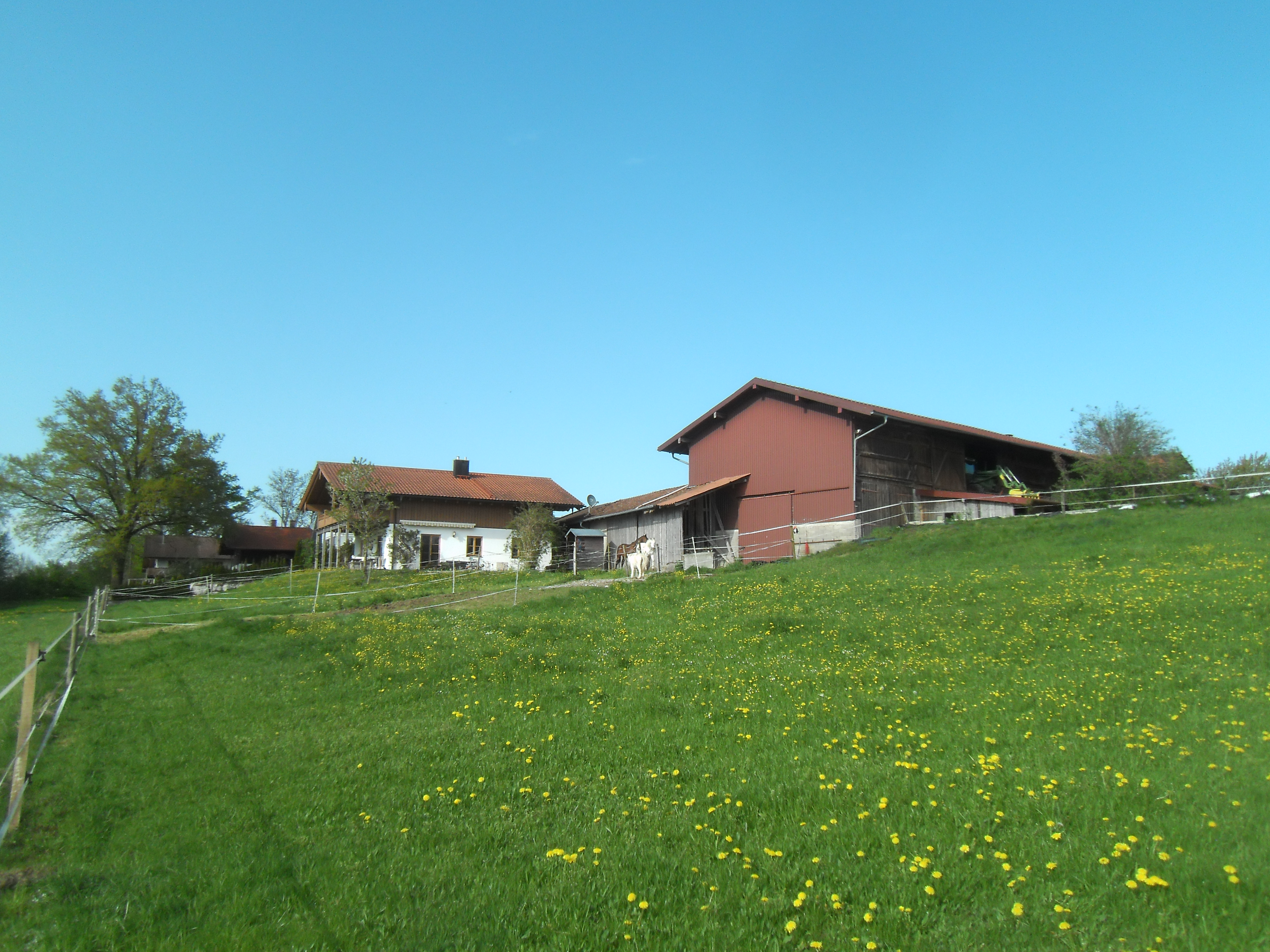
Häuser auf dem Kirchhügel von Pietzenkirchen, neben der Kirche

Simssee-Panorama, vom Kirchhügel aus gesehen

Pietzenkirchen  ist ein Gemeindeteil der Gemeinde Riedering im oberbayerischen Landkreis Rosenheim.

## Geographische Lage
Der Weiler Pietzenkirchen liegt auf der Gemarkung Pietzing vier Kilometer nordöstlich des Ortszentrums von Riedering sowie gut sieben Kilometer westlich von Prien am Chiemsee südlich der Kreisstraße RO 16.

## Geschichte
Bis zur Gebietsreform in Bayern war der Ort ein Gemeindeteil von Pietzing. Am 1. Mai 1978 wurde Pietzing als eigenständige Gemeinde aufgelöst und Pietzenkirchen wurde nach Riedering umgegliedert.

### Demographie
| Jahr | Einwohnerzahl | Anmerkungen                                                       |
| ---- | ------------- | ----------------------------------------------------------------- |
| 1817 | fünf          | in einem Haus, gezählt 1817 im Dekanat Söllhuben                  |
| 1824 | fünf          | in einem Haus, gezählt im Verwaltungsjahr 1823/24 des Isarkreises |
| 1861 | fünf          | zwei Gebäude                                                      |
| 1871 | sieben        | am 1. Dezember 1871, ein Wohngebäude                              |

## Kirchspiel

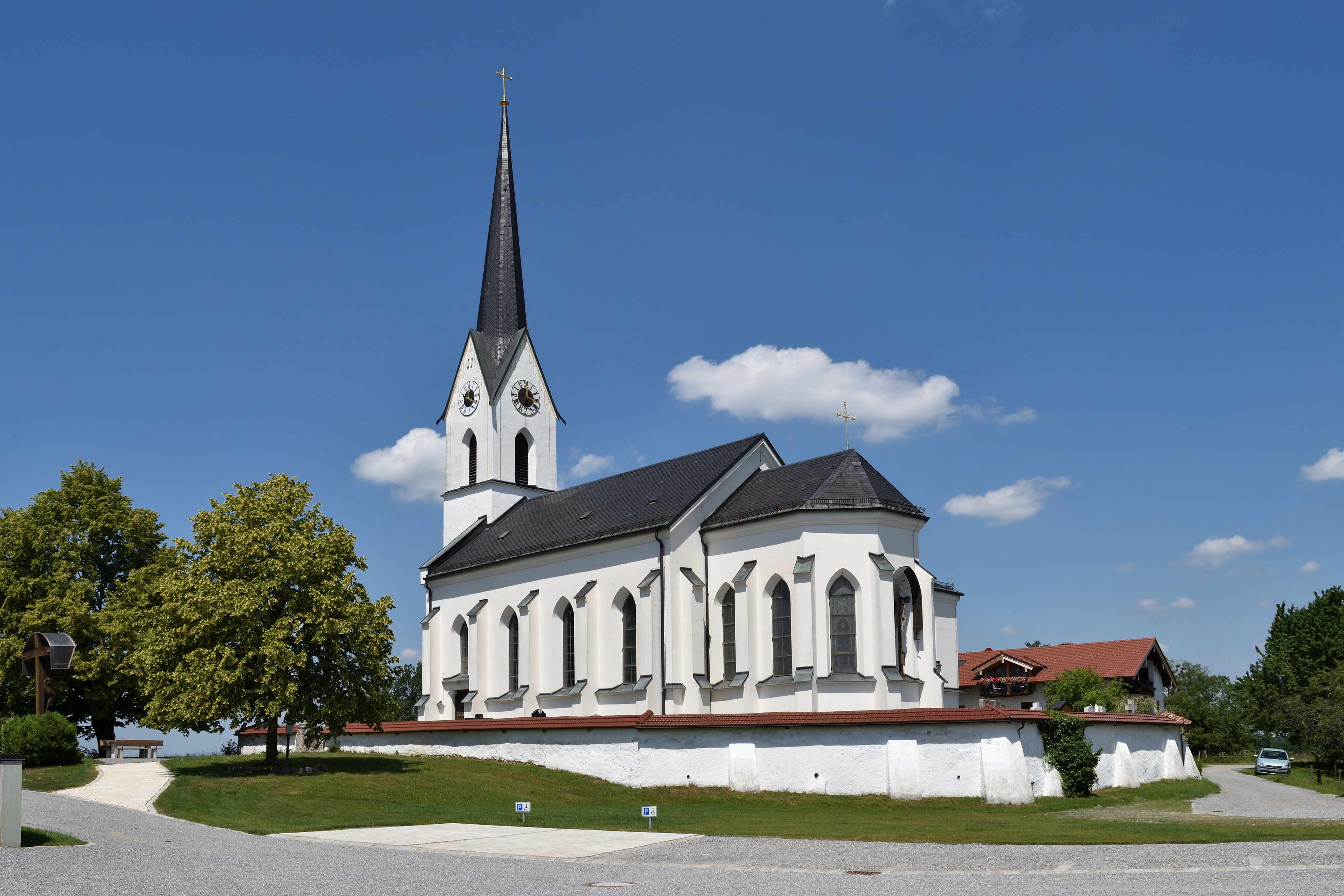
Katholische Filialkirche St. Stephanus und St. Laurentius mit Spitzturm von 1882

Die Kirche in Pietzenkirchen ist eine Filiale der Pfarrei in Söllhuben; ihre Patrone sind die heiligen Stephanus und Laurentius.

## Sehenswürdigkeiten
- Die neugotische Kirche von Pietzenkirchen hatte früher einen Turm mit Satteldach und war 1810 durch Friedrich Wilhelm Doppelmayr (1776–1845) ausgemalt worden. Wegen Baufälligkeit wurde der alte Turm 1882 durch einen Neubau mit Spitzdach ersetzt.[8] In der Kirche hat sich eine Nachbildung der von Kaiser Leopold I. von Istanbul nach Wien gebrachten Annahand-Reliquie erhalten, die in einem ovalen Gefäß in einer 46 cm hohen Monstranz gezeigt wird. Bei der Wiener Reliquie handelt es sich angeblich um die rechte Hand der heiligen Anna.
- Vom Kirchhügel aus kann der Simssee mit umliegenden Wohngebieten überblickt werden.